# Lev Ivanovich Oshanin
Lev Ivanovich Oshanin (tiếng Nga: Лев Ива́нович Оша́нин, 17 tháng 5 năm 1912 – 31 tháng 12 năm 1996) là nhà thơ của Liên Xô và Nga, là tác giả lời của rất nhiều bài hát nổi tiếng. Ông đã nhận giải thưởng Nhà nước Liên Xô và giải thưởng của Liên hoan Sinh viên Thế giới.

## Tiểu sử
Lev Oshanin sinh ở thành phố Rybinsk, tỉnh Yaroslavl, Đế quốc Nga. Từ năm lên 10 tuổi ông sống ở Moskva. Từ năm 16 tuổi ông bắt đầu làm công nhân ở nhà máy và làm phóng viên của nhiều tờ báo và tạp chí. Những năm 1936 – 1939, ông học trường viết văn M. Gorky nhưng không tốt nghiệp vì lý do sức khỏe. Năm 1941 ông vào Hội nhà văn Liên Xô. Thời kỳ Thế chiến II, Lev Oshanin làm ở nhiều tờ báo của quân đội, thường đến các mặt trận đọc thơ cho những người lính đang chiến đấu.
Từ năm 1954, ông giảng dạy ở trường viết văn M. Gorky (được phong hàm giáo sư từ năm 1973). Ngoài giảng dạy và sáng tác, ông còn tổ chức những cuộc hội thảo thường xuyên dành cho các nhà thơ trẻ và điều hành những cuộc hội thảo này cho đến cuối đời. Lev Oshanin là một trong những nhà thơ, tác giả lời của nhiều bài hát nổi tiếng nhất. Bài thơ "Những nẻo đường hành quân" (Дороги) được phổ nhạc đã trở thành một trong những bài hát được yêu thích nhất. Khi người ta hỏi tướng Giu-cốp (Georgi Konstantinovich Zhukov) về những bài hát hay nhất của Thế chiến II, vị tướng vĩ đại nêu tên 3 bài hát mà ông yêu thích nhất, trong đó có bài hát này. Những năm đầu tiên của chiến tranh lạnh, ông viết "Bài ca thanh niên dân chủ thế giới" (Гимн демократической молодежи мира, 1947). Thập niên 1950 – 1960 ông có các bài "Hãy để mặt trời luôn chiếu sáng" (Пусть всегда будет солнце), Bài ca tuổi thanh niên sôi nổi (Песня о тревожной молодости),... và nhiều bài hát nổi tiếng khác. Ngoài những bài thơ hay được phổ nhạc, Lev Oshanin còn nổi tiếng ở mảng thơ trữ tình như bài thơ Nếu yêu thì đi tìm (Если любишь – найди).
Lev Oshanin được tặng nhiều giải thưởng của nhà nước Liên Xô. Thành phố Rybinsk dựng tượng ông cầm cuốn sách nhìn ra sông Volga. Ông mất ở Moskva ngày 31 tháng 12 năm 1996.

## Tác phẩm
- Этажи (1930)
- Песнь о Куэльпоре (1937)
- Твое личное дело (1953)
- Я тебя найду, 1957)
- Мой друг Борис (1944).
- Дети разных народов (1950)
- Стихи о любви (1957)
- Я и ты (1962)
- Просто я работаю волшебником (1966)
- Шел я сквозь вьюгу (1970)
- Островитяне (1972)
- Издалека - долго (1977)
- Самолеты и соловьи (1982)
- Пока я дышать умею (1985)
- Баллады (1987)
- Осколки любви (1992)